# Истмен, Мэри
Мэри Истмен (англ. Mary Eastman; урождённая Хендерсон (англ. Henderson); 1818, Уоррентон, Виргиния, — 24 февраля 1887, Вашингтон) — американская писательница.

## Биография
Мэри Хендерсон родилась в Уоррентоне, штат Виргиния, в 1818 году, в семье богатого плантатора. Внучка Томаса Тракстона. Когда её отец был назначен хирургом в военной академии, Мэри переехала с семьёй в Вест-Пойнт. Там она в 1835 году вышла замуж за офицера и художника Сета Истмена (ей было тогда 17, а ему — 27 лет, это был его второй брак). Как впоследствии отмечала М.Хендерсон в своем романе «Хижина тёти Филлис» (1852), она принадлежала к числу потомков Первых семей Виргинии и выросла в обществе рабовладельцев.
В 1841 году капитан Истмен был назначен командующим фортом Снеллинг в штате Миннесота и прожил там с семьёй несколько лет. Мэри воспользовалась ситуацией для изучения жизни и быта индейских племён сиу, обитавших в районе форта, результатом чего стал выход её знаменитой книги «Дакота, или жизнь и легенды индейцев сиу, обитающих возле форта Снеллинг» (англ. Dacotah, or Life and Legends of the Sioux Around Fort Snelling, 1849), которую проиллюстрировал Сет Истмен. Среди индейских легенд, собранных Мэри, была легенда о смерти любимой дочери вождя сиу, «принцессы Вайноны». Эта легенда не отражала тогдашних реалий: в то время слово «вайнона», что на языке сиу означает «первенец», не использовалось в качестве имени собственного, а племена сиу не использовали титулы типа «принцесса». М.Истмен направила свою книгу в Конгресс США в 1849 году, она была помещена в библиотеку Конгресса и в настоящее время доступна на сайте проекта «Гутенберг».
После завершения миссии в форте Снеллинг семья Истмен переехала в Вашингтон. После выхода в 1852 году нашумевшей книги Гарриет Бичер-Стоу «Хижина дяди Тома», направленной против рабовладения в США, Мэри Истмен написала в ответ книгу «Хижина тёти Филлис, или жизнь на Юге как она есть» (англ. Aunt Phillis's Cabin; or, Southern Life As It Is, 1852), мгновенно ставшую бестселлером: было продано от 20 до 30 тысяч экземпляров; книга Истмен стала одним из самых популярных произведений жанра «Анти-Том».

## Публикации
- «Dacotah, or life and legends of the Sioux» (Нью-Йорк, 1849);
- «American aboriginal portfolio» (Филадельфия, 1853);
- «Chicora and other regions of the conquerors and the conquered» (Филадельфия, 1854).
- «Aunt Phillis’s cabin» (Филадельфия, 1852)